# إليتريبتان
إليتريبتان (بالإنجليزية: Eletriptan)‏ هو أحد أدوية مجموعة التريبتانات ويستخدم لعلاج الصداع النصفي.